# Club Zero
Club Zero er en film fra 2023 af Jessica Hausner.

## Medvirkende
- Mia Wasikowska som Miss Novak
- Sidse Babett Knudsen som Miss Dorset
- Elsa Zylberstein
- Mathieu Demy
- Luke Barker som Fred
- Ksenia Devriendt som Elsa
- Florence Baker som Ragna
- Samuel D. Anderson som Ben
- Gwen Currant som Helen